# Boscawen-ûn

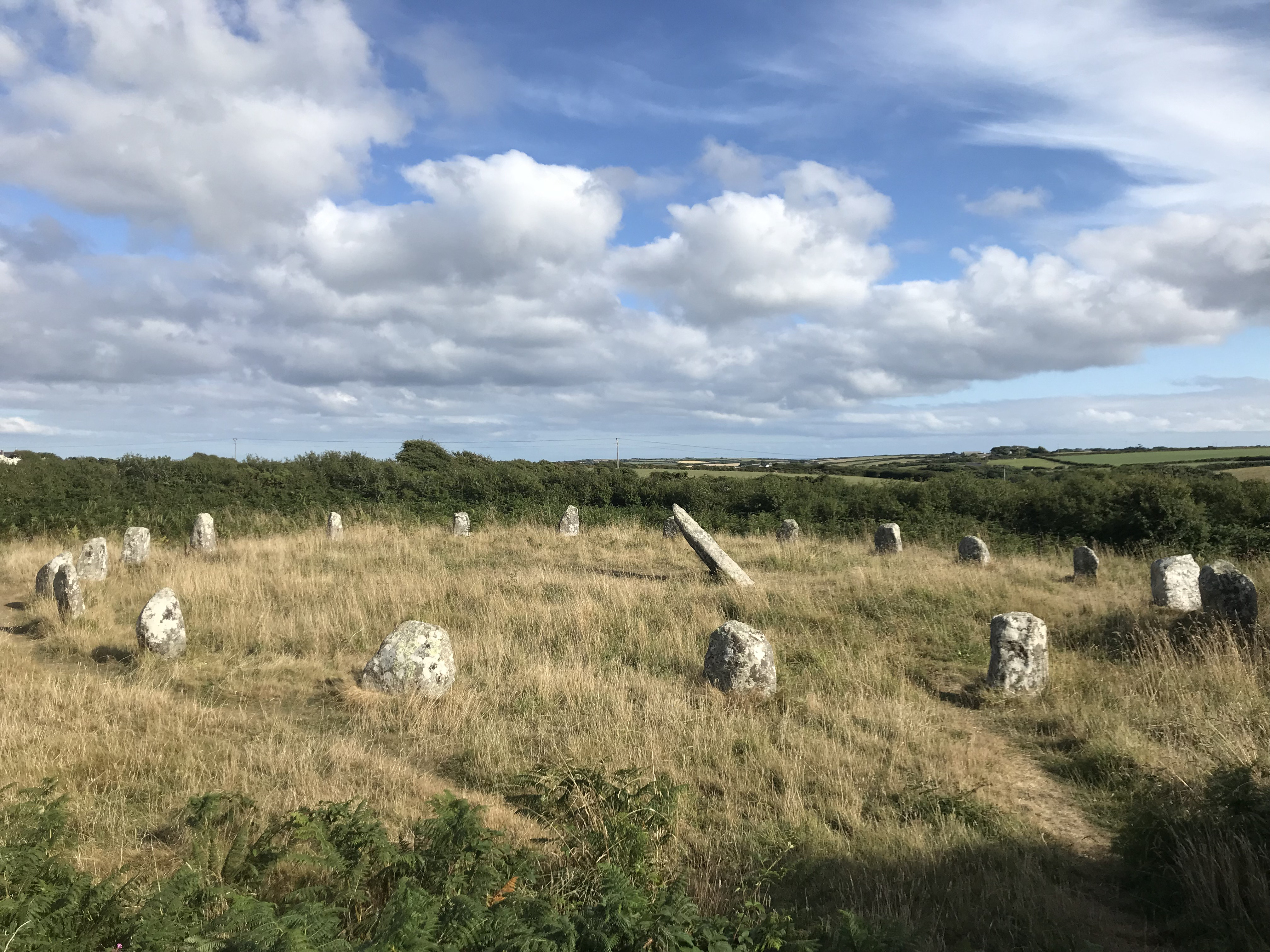
Steinkreis von Boscawen-ûn in Cornwall

Boscawen-ûn ist ein 3000 bis 4000 Jahre alter Steinkreis aus der frühen bis mittleren Bronzezeit. Die Steinsetzung liegt in der Grafschaft Cornwall in England und ist eine der wenigen mit einem zentralen Menhir. Ungewöhnlich ist auch der gute Erhaltungszustand der Anlage.

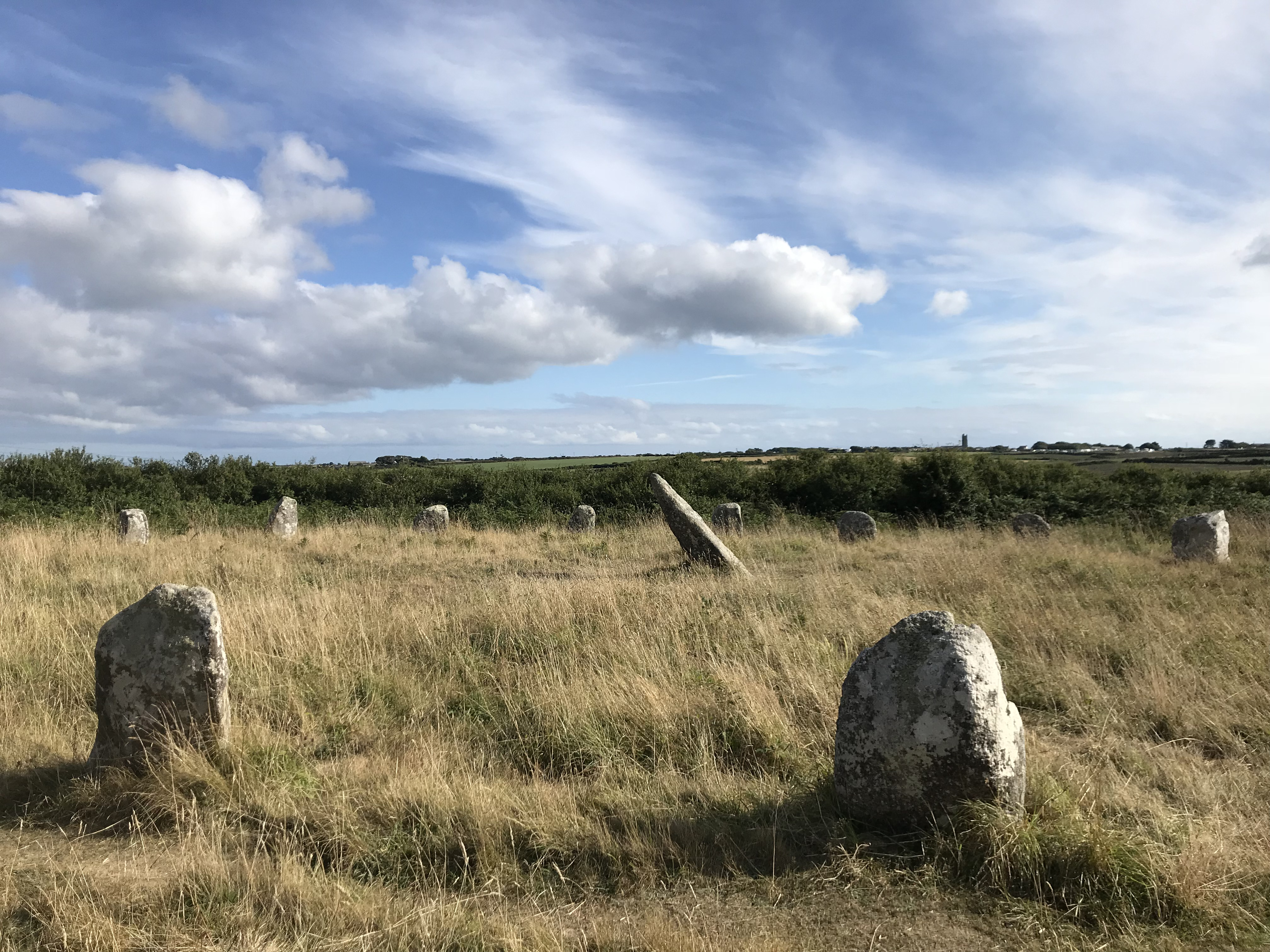
Blick Richtung Süden

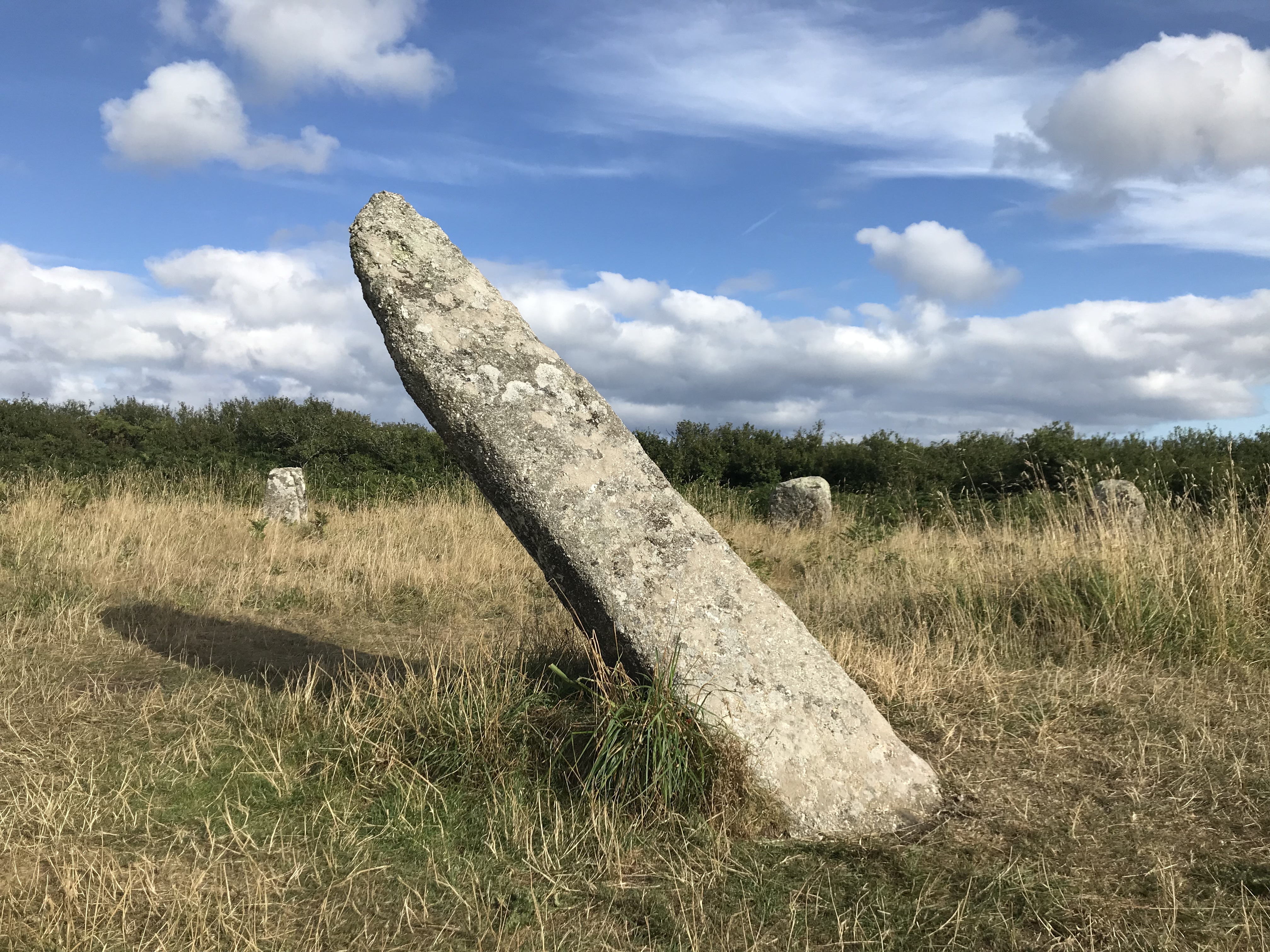
Der Zentralstein

## Lage

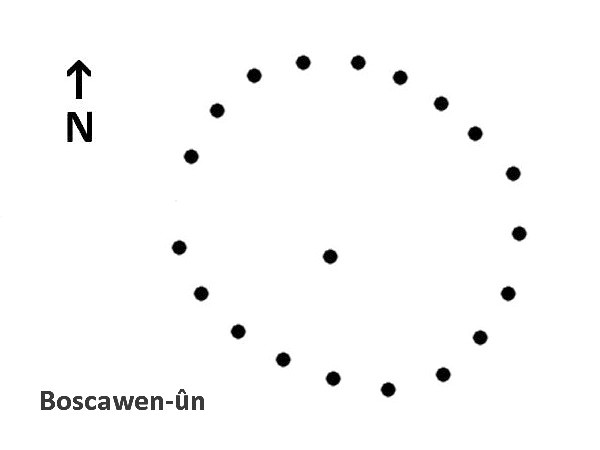
Lageplan der Menhire

Boscawen-ûn befindet sich in Südwest-Cornwall nördlich von St Buryan an der Straße von Penzance nach Land’s End. Die Steinsetzung liegt nach fünf Kilometern auf der linken Seite 300 m von der Straße. Die Position wurde offenbar sorgfältig gewählt, denn in Sichtweite liegen der Steinkreis der Merry Maidens und die beiden Menhire der Pipers. Zudem bietet sich hier ein in dieser Lage seltener Blick auf das Meer. In der Umgebung findet man drei weitere Steinkreise 
- Merry Maidens
- Steinkreis von Boskednan
- Steinkreis von Tregeseal

und mehrere Megalithanlagen
- Mên-an-Tol
- Tregiffian,

darunter auch Quoits:
- Chûn Quoit
- Lanyon Quoit
- Mulfra Quoit
- Zennor Quoit

## Aufbau
Der Steinkreis besteht aus einem etwa zentralen Menhir und 19 Ringsteinen, darunter 18 aus grauem Granit und einer aus hellem Quarz, die eine Ellipse mit Achsen von 24,9 m und 21,9 m beschreiben. Die Position des Quarzsteins im Südwesten kennzeichnet wahrscheinlich die Richtung des Vollmonds während der Sonnenwende. Am nordöstlichen Rand des Steinkreises liegen zwei Steine in der Erde, von denen einer axtförmige Petroglyphen aufweisen soll. Vielleicht stehen diese Gravuren in Verbindung mit der Waldrohdung, die zur Urbarmachung des Landes vorgenommen worden war. Diese Gravuren wären die einzigen dieser Art in Großbritannien. Es gibt eine breite Lücke im Westen des Kreises, die auf das Fehlen von Steinen schließen lässt. Allerdings kann diese Lücke wie bei den nahe gelegenen Merry Maidens auch den Zugang darstellen. Der Zentralstein ist an 2,7 m lang, aber wegen seiner deutlichen Neigung nach Nord-Ost liegt seine Spitze nur 2,0 m über dem Boden. Die Neigung und Ausrichtung des Zentralsteins war möglicherweise intendiert. Von einigen Forschern wird vermutet, dass der Hauptstein das phallische männliche Prinzip und der Quarzstein die weiblichen Mächte des Rings verkörpern.

## Namensherkunft
Boscawen-ûn ist ein kornischer Name, der auf die Silben bod (Gehöft) und scawen (alter Baum) zurückzuführen ist. Die Nachsilbe ûn bezeichnet eine angrenzende Weide. Daher lautet der Name übersetzt etwa die Weide vom Gehöft beim alten Baum.

## Geschichte

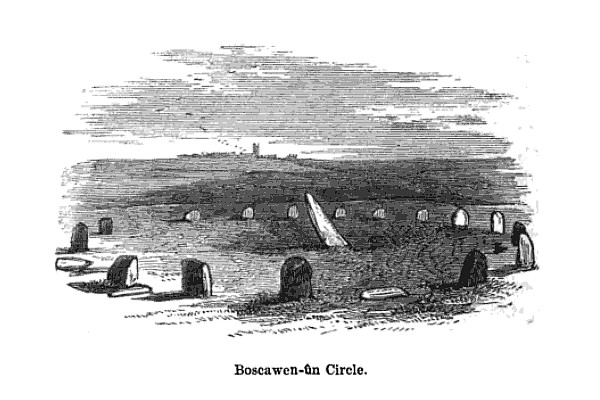
Radierung von John Thomas Blight (1864)

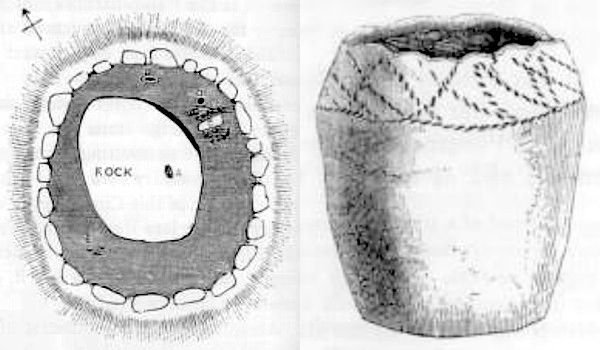
Plan des Hügelgrabs und Urne (1864)

Entgegen einer weit verbreiteten Ansicht wurden Steinkreise wie der von Boscawen-ûn nicht von Kelten, sondern wesentlich früher in der Bronzezeit errichtet. Die Forschung nimmt aber an, dass Boscawen-ûn in der Eisenzeit ein bedeutender Druidentreffpunkt war. Jedenfalls stammt eine bekannte Bardenvereinigung (kornisch Gorsedd) aus dieser Gegend, denn in den Walisischen Triaden aus dem 6. nachchristlichen Jahrhundert wird der Gorsedd von Boskawen of Dumnonia als einer der drei großen Gorsedds of Poetry of the Island of Britain bezeichnet. Dumnonia war ein Königreich im nachrömischen Britannien, das wahrscheinlich auch Cornwall umfasste. 1928 gründete Henry Jenner hier im Steinkreis von Boscawen-ûn im Zuge der Wiederbelebung der kornischen Sprache und Kultur die kornische Bardenvereinigung und nannte sie Gorsedh Kernow (Gorsedd von Cornwall).
1864 wurde die Gegend um den Steinkreis erstmals wissenschaftlich erforscht. Den Grabungsberichten ist zu entnehmen, dass der Zentralstein schon damals seine auffällige Neigung besaß. Man beseitigte eine Mauer, die durch die Anlage führte, und errichtete einen Steinwall, der heute noch die Megalithanlage weitläufig umgibt und ein frühes Beispiel der Bewahrung archäologischer Denkmäler darstellt. Dabei entdeckte man nahe dem Steinkreis ein Hügelgrab, in dem sich Urnen befanden. Aus dieser Zeit stammt eine der ersten bildlichen Darstellungen des Steinkreises, die John Thomas Blight anfertigte, als er ein Buch über die Kirchen Cornwalls mit Notizen über antike Denkmäler verfasste. Er zeichnete auch einen Plan des Hügelgrabs und skizzierte eine der gefundenen Urnen.

## Filme
- The Best Cornish Stone Circle? BOSCAWEN-UN. The Prehistory Guys. In: YouTube. 1. Dezember 2018, abgerufen am 24. Januar 2023.